# Apalis thoracica
Apalis thoracica és una espècie d'ocell de la família dels cisticòlids (Cisticolidae) que habita els boscos de l'Àfrica oriental i Meridional, des del sud de Kenya, a través de Tanzània, Zàmbia, Moçambic, Malawi i Zimbàbue fins al sud de Sud-àfrica. En català rep el nom d'Apalis de collar, en (Anglès: Bar-throated Apalis i en Francès: Apalis à collier).

## Distribució i hàbitat
Habita boscos i matolls al sud i l'est d'Àfrica des del sud i l'est de Sud-àfrica al nord fins als turons de Chyulu a Kenya. A la part nord de la serralada només es troba a les zones altes on hi ha una sèrie de subespècies restringides a serralades aïllades. Algunes d'aquestes es poden tractar com a espècies separades, com ara l'apalis del Namuli (A. lynesi) a Moçambic, l'apalis gorjagroga (A. flavigularis) de Malawi i l'apalis dels Taita (A. fascigularis) a Kenya.

## Descripció
L'apalis de collar és un ocell esvelt amb una cua llarga i fa d'11 a 13 cm de llarg. El plomatge varia segons la subespècie: les parts superiors poden ser grises o verdes mentre que les inferiors són blanques o grogues pàl·lides. Totes les formes tenen una banda negra estreta al pit, plomes exteriors blanques de la cua i un ull pàl·lid. El bec negre és força llarg i esvelt i lleugerament corbat. Les femelles són semblants als mascles però tenen una banda de pit més estreta. Els joves tenen les parts inferiors esmorteïdes i poden tenir una banda mamaria incompleta.

## Comportament
Les parelles canten fent duet amb i la femella té un to més agut que el del mascle.
El niu és ovalat, en forma de bossa, està fet principalment de material vegetal. Ponen tres ous que són de color blanc blavós amb taques de color marró vermellós. L'època de reproducció va d'agost a gener.
Aquesta espècie busca erugues i altres insectes entre la vegetació, sovint formant ramats d'espècies mixtes amb altres ocells.

## Taxonomia
Va ser descrit científicament el 1811 pel zoòleg anglès George Shaw.
Es reconeixen 18 subespècies:
- A. t. griseiceps Reichenow i Neumann, 1895 - s'estén del sud-est del Kenya al centre Tanzània;
- A. t. pareensis Ripley i Heinrich, 1966 - localitzada en les muntanyes Pare (nord-est de Tanzània);
- A. t. murina Reichenow, 1904 - es troba del nord-est de Tanzània al nord de Malawi i el nord-est de Zàmbia;
- A. t. uluguru Neumann, 1914 - present a les muntanyes Uluguru (est de Tanzània);
- A. t. youngi Kinnear, 1936 - es troba al sud-oest de Tanzània, nord de Malawi i el nord-est de Zàmbia;
- A. t. whitei Grant, CHB i Mackworth-Praed, 1937 - present a l'est de Zàmbia i el sud de Malawi;
- A. t. rhodesiae Gunning i Roberts, 1911 - s'estén del nord-est de Botswana al centre de Zimbabwe;
- A. t. quarta Irwin, 1966 - es troba a les muntanyes Nyanga (nord-est de Zimbabwe) i la muntanya Gorongoza (oest de Moçambic);
- A. t. arnoldi Roberts, 1936 - localitzada a l'est de Zimbabwe i sud-oest de Moçambic;
- A. t. flaviventris Gunning i Roberts, 1911 - es troba al surestte de Botswana i el nord de Sud-àfrica;
- A. t. spelonkensis Gunning i Roberts, 1911 - localitzada al nord-est de Sud-àfrica;
- A. t. drakensbergensis Roberts, 1937 - es troba en est de Sud-àfrica i l'oest de Swazilàndia;
- A. t. lebomboensis Roberts, 1931 - es troba a l'est de Suazilàndia, l'est de Sud-àfrica i Moçambic;
- A. t. venusta Gunning i Roberts, 1911 - present en de l'est al sud-est de Sud-àfrica;
- A. t. thoracica (Shaw, 1811) - localitzada al sud-est de Sud-àfrica,
- A. t. claudei Sclater, WL, 1910 - confinada al sud de Sud-àfrica;
- A. t. capensis Roberts, 1936 - es troba al sud-oest de Sud-àfrica;
- A. t. griseopyga Lawson, 1965 - es troba a l'oest de Sud-àfrica.